# Guerra entre l'Iran i Israel
La guerra entre Iran i Israel va començar el 13 de juny de 2025, quan Israel va llançar atacs contra desenes d'objectius iranians amb l'objectiu d'aturar l'expansió del programa nuclear de l'Iran. Sota el nom en clau de l'Operació Lleó Creixent, les Forces de Defensa d'Israel (IDF) i Mossad van atacar llocs nuclears clau, instal·lacions militars i zones residencials habitades per civils. A partir de la nit del 13 de juny, l'operació de represàlia de l'Iran Operació Veritable Promesa III va llançar míssils balístics i drons en llocs militars, llocs d'intel·ligència i zones residencials. El 24 de juny, Israel i l'Iran van acordar un alto el foc.
El conflicte es considera una escalada de l'enemistat que fa dècades que persisteix entre Israel i l'Iran, durant la qual Teheran ha qüestionat la legitimitat de l'estat d'Israel i n'ha reclamat la destrucció. També s'emmarca en més d'una dècada de preocupació de la comunitat internacional per al programa nuclear iranià, que Israel considera una amenaça existencial. L'any 2015, sis països van negociar amb l'Iran l'Acord nuclear iranià "JCPOA" per aixecar les sancions sobre el país i congelar el seu programa nuclear, però el 2018 el president dels Estats Units, Donald Trump, en va sortir unilateralment i en va anul·lar l'efectivitat. A partir d'aleshores, l'Iran va començar a acumular urani enriquit i l'Agència Internacional de l'Energia Atòmica (AIEA) va perdre la major part de la seva capacitat de supervisar les instal·lacions nuclears iranianes.
Durant la crisi a l'Orient Mitjà que va seguir als atacs del 7 d'octubre a Israel, i a la posterior guerra a Gaza, Israel va afeblir els aliats iranians com Hamàs i Hezbol·là i va començar a planificar accions contra l'Iran. Els països van començar intercanviar bombardejos l'abril de 2024 i octubre de 2024. Els atacs israelians de juny de 2025 van començar l'endemà de l'expiració d'un termini de dos mesos que el president dels Estats Units, Donald Trump, havia establert per assegurar un acord per evitar que l'Iran desenvolupés una bomba nuclear.
Els atacs israelians van matar diversos líders militars de l'Iran, líders de l'Exèrcit dels guàrdies de la revolució islàmica, científics nuclears i més de 200 civils iranians, segons el Ministeri de Salut iranià i els activistes de drets humans a l'Iran sense ànim de lucre. Els atacs aeris van destruir la secció en superfície de la instal·lació nuclear de Natanz (encara que l'àrea subterrània es va mantenir intacte) i van danyar la instal·lació de conversió d'urani d'Esfahan, però no van poder danyar la planta d'enriquiment de combustible de Fordow. Israel també va atacar un complex de míssils prop de Tabriz, una base de míssils a Kermansah, i instal·lacions de l'IRGC prop de Teheran i Piranxahr. Els atacs també van danyar la infraestructura pública. La primera onada de represàlia iraniana va incloure uns 100 míssils, va dir l'exèrcit israelià; més míssils van arribar en les onades posteriors d'atacs. A més, l'Iran va llançar més de 100 drons a Israel el primer dia matant unes 24 persones, tots civils, segons el govern israelià.
Els atacs israelians van ser condemnats per països de tot el món islàmic (inclosos Jordània, Turquia, el Pakistan i Egipte), la Xina, Rússia i altres països. No obstant això, van ser elogiats per alguns grups de l'oposició iraniana i per Trump, que va instar a l'Iran a acceptar un acord nuclear ràpidament. Diversos països occidentals han reiterat que l'Iran mai ha d'adquirir armes nuclears i han demanat tant a Israel com a l'Iran que es desaccelerin, amb França, Alemanya i el Regne Unit afirmant "el dret d'Israel a l'autodefensa". Les Nacions Unides van expressar la seva preocupació per demanar moderació.

## Antecedents
El 2024, els dos països es van atacar obertament i directament per primera vegada després de dècades de conflicte. L'abril de 2024, un atac aeri israelià contra el consolat iranià a Damasc va matar oficials iranians. L'Iran va respondre amb l'atac de l'Iran a Israel d'abril de 2024, a les quals Israel va respondre amb vagues contra l'Iran. Al juliol de 2024, Israel va assassinar el líder de Hamàs Ismail Haniyeh a la capital de l'Iran, Teheran. L'octubre de 2024, l'Iran va atacar Israel, i Israel va colpejar l'Iran.
El març de 2025, la Directora Nacional d'Intel·ligència Tulsi Gabbard, va declarar que la Comunitat d'Intel·ligència dels Estats Units, "continua avaluant que l'Iran no està construint una arma nuclear i el líder suprem Khamenei no ha autoritzat un programa d'armes nuclears". El maig de 2025, l'OIEA va informar que l'Iran havia acumulat 409 kg d'urani pur, més alt del necessari per a usos civils i proper a grau militar. En resposta, l'Iran va anunciar una tercera instal·lació d'enriquiment nuclear, que es posaria sota el control de l'OIEA. El comandant del Comandament Central dels Estats Units Michael Kurilla va advertir el 10 de juny de 2025 que l'Iran estava "a setmanes de distància" de les armes nuclears. Un dia abans que es produïssin els atacs israelians, l'OIEA va trobar que l'Iran no complia les seves obligacions nuclears per primera vegada en vint anys. l'Iran insisteix que no busca armes nuclears i el líder suprem iranià Ali Khamenei va lliurar una fàtua dient que les armes nuclears no són ètiques.
L'abril de 2025, Trump va anunciar negociacions entre els Estats Units i l'Iran sobre el programa nuclear de l'Iran. La Casa Blanca va declarar que l'Iran tenia dos mesos per assegurar un acord, que va expirar el dia abans dels atacs d'Israel.
El 12 de juny de 2025, ABC News va informar que Israel estava considerant prendre mesures militars contra l'Iran. Als funcionaris nord-americans se'ls va dir que Israel estava "plenament preparat" per a una operació contra l'Iran, segons CBS News. L'administració Trump suposadament va considerar opcions per donar suport a Israel sense liderar l'operació. L'ambaixada dels Estats Units a Jerusalem va restringir el moviment dels seus empleats l'endemà, encara que Mike Huckabee, l'ambaixador dels Estats Units a Israel, va dir que era poc probable que Israel ataqués l'Iran sense l'aprovació de l'administració Trump. Abans dels atacs aeris, Israel va dir a l'administració Trump que no atacaria sense notificar-ho primer als Estats Units. Trump va parlar amb Netanyahu en la vigília dels atacs, i va admetre haver conegut abans les accions previstes d'Israel. Els funcionaris del Ministeri d'Afers Exteriors del Regne Unit i del Ministeri de Defensa eren conscients de la intenció d'Israel d'atacar l'Iran, però no està confirmat si Israel va proporcionar una notificació formal. Segons els funcionaris israelians, el govern israelià va demanar a l'administració Trump que s'unís a ells i ajudés en el preludi dels atacs. Les figures de dreta, inclosos els aliats de Trump, van qüestionar els atacs d'Israel i van advertir d'una guerra dels Estats Units amb l'Iran.

## Míssils israelians

### 13 de juny

#### Tria del nom
El nom de l'operació "Lleó naixent" es refereix a la reactivació del Lleó i el Sol, que va ser l'emblema de l'Iran i la seva bandera fins a la revolució islàmica de 1979. The Jerusalem Post va informar que el nom deriva del llibre bíblic dels Nombres (23:24): «Mira, el poble s'aixecarà com un gran lleó, i s'aixecarà com un lleó jove».

#### Anunci
Netanyahu va anunciar el llançament de l'Operació Lleó Creixent, dirigit a la principal instal·lació d'enriquiment de l'Iran a Natanz, els seus científics nuclears i parts del seu programa de míssils balístics. Netanyahu va descriure els esforços nuclears de l'Iran com "un perill clar i present per a la mateixa supervivència d'Israel", i va emfatitzar que en actuar, "també defensem els nostres veïns àrabs" de l'agressió iraniana. Va dir que l'operació continuaria "tants dies com calgui".
En un discurs anunciant l'atac, Netanyahu va dir: "Durant dècades, els líders de Teheran han demanat obertament la destrucció d'Israel. Han donat suport a la seva retòrica genocida amb un programa d'armes nuclears". Netanyahu va dir que Israel va atacar perquè "si no s'aturava, l'Iran podria produir una arma nuclear en molt poc temps". Després de l'atac, Netanyahu va dir que la guerra d'Israel era contra el govern de l'Iran i no contra el seu poble. Netanyahu va convocar el gabinet de seguretat a mesura que es desenvolupava la situació.

#### Matí
En les primeres hores del 13 de juny de 2025, les FDI van atacar dotzenes d'instal·lacions nuclears iranianes, bases militars i instal·lacions d'infraestructura, i comandants militars clau, inclosos alguns objectius, van dir funcionaris israelians, que no van ser anticipats per Teheran. A les 06:30 IDT, la Força Aèria Israeliana havia llançat cinc onades d'atacs aeris, utilitzant més de 200 avions de combat per llançar més de 330 municions sobre uns 100 objectius. Els avions de combat incloïen diversos caces F-35I Adir. Els F-35I van ser modificats amb tancs de combustible conformes de baix observador per permetre'ls tenir el rang i la resistència per dur a terme operacions sobre l'Iran sense comprometre característiques sigiloses o requerir combustible a l'aire mitjà. Els objectius israelians incloïen la instal·lació nuclear de Natanz i altres infraestructures del programa nuclear de l'Iran. No es van produir accidents nuclears com a resultat dels atacs aeris, ja que els reactors nuclears operatius, com la central nuclear de Bushehr i el reactor de recerca de Teheran, no van ser atacats. Tot i que les centrifugadores nuclears danyades poden alliberar radiació de baix nivell i productes químics industrials que poden amenaçar al personal in situ, no poden desencadenar explosions nuclears ni causar contaminació a gran escala d'una zona.
Mentrestant, el Mossad va sabotejar els sistemes de defensa aèria i la infraestructura de míssils de l'Iran. Un funcionari israelià va dir que Mossad havia contramanat armes de precisió i va establir una base de drons encoberta prop de Teheran, que es van utilitzar per desactivar les defenses aèries, assegurant la superioritat aèria per a les aeronaus israelianes.
Al voltant de les 03:00 hora local, el ministre de Defensa israelià Israel Katz va declarar un estat d'emergència a escala nacional, advertint d'una imminent represàlia de míssils i drons. Les sirenes d'avís es van activar a través d'Israel en previsió d'un possible contraatac iranià, encara que l'Iran no llançaria míssils balístics fins a la nit següent. Katz també va descriure l'atac d'Israel a l'Iran com un "atac preventiu". Segons les FDI, l'acció va ser impulsada per la intel·ligència que indicava que l'Iran havia acumulat prou urani enriquit per produir fins a 15 armes nuclears en pocs dies.
Es van informar d'explosions a Teheran, incloent-hi bases militars properes i als barris que albergaven comandants d'alt rang. Testimonis oculars van descriure enormes flames i repetits cops. L'Agència de Notícies Fars, que està vinculada a l'IRGC, va informar que diverses llars van ser atacades a Shahrak-e Mahallati, un barri de l'est de Teheran on resideixen oficials militars iranians d'alt rang i les seves famílies. L'atac suposadament va incendiar la seu de l'IRGC a Teheran. Alguns complexos residencials van ser atacats durant l'atac, inclosos els que albergaven oficials iranians. Segons els informes, la força de les explosions va provocar que alguns edificis s'esfondressin.
Es van informar de les explosions a la instal·lació nuclear de Natanz, a la província d'Esfahan, on es troba una de les instal·lacions nuclears més crítiques de l'Iran. La televisió estatal iraniana va confirmar les "explosions fortes" prop del lloc, que alberga dues plantes d'enriquiment: la gran planta subterrània d'enriquiment de combustible (FEP) i la planta pilot d'enriquiment de combustible (PFEP) sobre el sòl. També es van atacar els llocs nuclears de Khondab i Khorramabad.

#### Tarda
Israel va dur a terme atacs a Tabriz a primera hora de la tarda, suposadament dirigits a una zona prop de l'aeroport de Tabriz. Siraz i la instal·lació nuclear de Natanz també van ser colpejats per Israel. Les explosions també es van produir a la base aèria de Hamadan i a la base militar de Parchin. També es van produir dues explosions prop de la planta subterrània d'enriquiment de combustible de Fordow, on es va informar que un dron israelià va ser abatut per les defenses aèries iranianes. Més tard, les FDI van confirmar atacar les bases aèries de Hamadan i Tabriz, afirmant que havia "desmantellat" aquesta última base aèria i també destruït dotzenes de drons iranians i llançamíssils de superfície a superfície.
A les 18:46 GMT, les FDI van confirmar atacar el Centre de Recerca de Tecnologia Nuclear d'Esfahan, dient que estava involucrat en la "reconversió d'urani enriquit".
Els mitjans de comunicació iranians van informar que almenys dos avions de combat israelians van ser abatuts sobre l'espai aeri iranià i una pilot va ser capturada. Les FDI ho van negar.

### 14 de juny
A la matinada del 14 de juny, els mitjans de comunicació iranians van informar de dos projectils, una explosió, i després un incendi, a l'Aeroport Internacional de Mehrabad de Teheran. També va informar de les defenses aèries iranianes involucrant projectils israelians per sobre d'Esfahan i intercanviant foc amb drons israelians en missions de reconeixement al nord-oest de l'Iran. El cap de l'Estat Major de les FDI, Eyal Zamir, i el comandant de les FDI, Tomer Bar, van declarar que "el camí a Teheran ha estat pavimentat". Més tard, les FDI van dir que van bombardejar una instal·lació subterrània a l'Iran occidental utilitzada per emmagatzemar dotzenes de míssils balístics i de creuer.
L'Iran va confirmar la mort del general Gholamreza Mehrabi, cap adjunt d'intel·ligència de l'estat major de les forces armades, i el general Mehdi Rabbani, cap adjunt d'operacions. L'Iran també va afirmar haver abatut un total de tres avions F-35 israelians i capturat dos pilots. El Ministeri de Petroli de l'Iran va anunciar atacs a dos camps de petroli a la província de Buixehr, la plataforma Fase 14 del camp de gas de South Pars i la refineria de gas de Fajr Jam, on els incendis van aturar la producció d'almenys 12 milions de metres cúbics de gas. La Creu Roja va dir que Israel havia atacat 18 de les 31 províncies de l'Iran.
A les 23:11 hora local, les FDI van anunciar una nova onada d'atacs contra "objectius militars" a Teheran. Aquests atacs van colpejar dipòsits de petroli i gasolina, van tallar l'electricitat al barri de Shahran i van atacar la seu del Ministeri de Defensa iranià i l'edifici de l'Organització de la Innovació i la Recerca Defensiva.

### 15 de juny
Es va informar d'una vaga a l'edifici del Ministeri de Justícia a Teheran. La IAF va dir que va bombardejar un avió de proveïment a l'aeroport internacional Mashhad Shahid Hasheminejad -al voltant de 2.300 quilòmetres del seu territori- en el que possiblement va ser l'operació més distant de la seva història.
Israel va atacar míssils terra a superfície a l'Iran, així com bases militars. Israel també va colpejar el ministeri d'afers exteriors iranià. Els míssils van atacar i matar el cap d'intel·ligència i el cap adjunt d'intel·ligència de l'IRGC.
Juntament amb els atacs aeris, cinc cotxes bomba van detonar a Teheran, amb explosions que van tenir lloc al costat de llocs relacionats amb el govern i l'energia nuclear. L'agència de notícies estatal de l'Iran IRNA, citant fonts informades, va afirmar que l'operació va ser executada per Israel, tot i que un funcionari israelià va negar qualsevol implicació.
Les FDI van advertir als civils iranians que evacuessin de les àrees que envolten les fàbriques d'armes i les bases militars a Shiraz.
Es va informar que l'Iran havia buscat la mediació d'Oman i Qatar per comprometre's amb els Estats Units, amb l'objectiu d'aturar les vagues i reactivar les negociacions nuclears estancades. L'Iran va declarar que havien detingut a dues persones a les quals van afirmar que eren membres del Mossad.

### 16 de juny
En una entrevista amb Sky News, el president israelià Isaac Herzog va declarar que Israel no tenia "una altra opció" que atacar l'Iran, i que el gabinet de guerra israelià estava discutint el líder suprem de l'Iran, Ali Khamenei, enmig de rumors que Trump va vetar un pla israelià per assassinar Khamenei.
Les FDI van colpejar el centre de comandament de la Força Quds a Teheran. Un funcionari israelià va dir al Wall Street Journal que hi havia indicis que la instal·lació nuclear subterrània de Natanz havia "implosionat". L'Iran International va informar que es van sentir explosions als voltants de la instal·lació nuclear de Fordow. Es va dir que els atacs de les FDI s'havien produït als voltants de les instal·lacions militars de Parchin. El Cos d'Ansar al-Mahdi de l'IRGC va informar que un dels seus comandants i un soldat va morir en un atac al comtat d'Ijrud de la província de Zanjan. Una agència de notícies afiliada al poder judicial iranià va informar que un presumpte agent per Israel, Ismail Fikri, va ser executat a la forca; l'agència de notícies va informar que Fikri estava en contacte amb dos oficials del Mossad abans de la seva detenció.
L'exèrcit israelià va dir que havia destruït 120 llançamíssils de superfície a la superfície a l'Iran i havia aconseguit "absoluta supremacia aèria" a l'espai aeri de Teheran. El General de Brigada Effie Defrin va dir que el 30% dels llançamíssils de l'Iran han estat destruïts. Netanyahu també va dir que Israel controla el cel de Teheran. Tampoc va descartar l'assassinat de Khamenei, dient que "no escalarà el conflicte, que va a eliminar-lo." Les FDI van dir que van destruir un comboi d'armes entre Teheran i Qom.

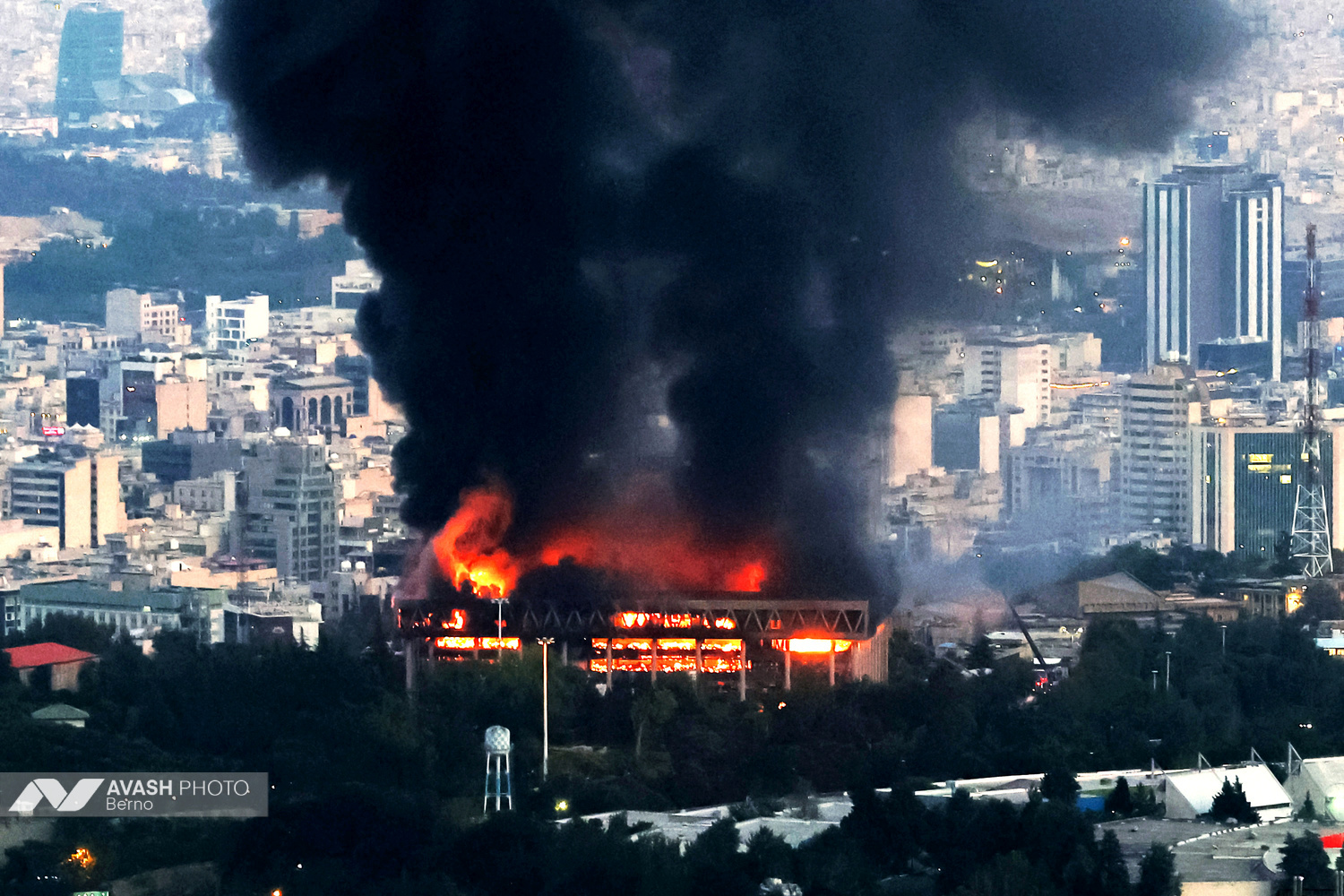
Atac israelià a l'estudi IRIB a Teheran el 16 de juny de 2025

IRNA va informar que les forces israelianes van atacar l'Hospital Farabi de Kermansah, causant danys significatius a l'hospital i als edificis que l'envoltaven. Almenys 15 edificis de la fàbrica de míssils Kermanshah van ser atacats per Israel. Israel va bombardejar l'emissora estatal iraniana IRIB durant una emissió en directe, enviant ancoratges fugint. Afirma que la seu de l'IRIB va ser utilitzada per les Forces Armades iranianes per promoure operacions militars sota cobertura civil, que va ser negada per l'Iran. Almenys un empleat de l'IRIB va morir en l'atac, mentre que l'estació va dir que les seves oficines van ser colpejades per quatre bombes.
Israel va emetre ordres d'evacuació als residents d'algunes zones de Teheran. Israel va colpejar llançadors de míssils iranians a l'Iran occidental. Les FDI van dir que un dels seus drons va destruir dos Grumman F-14 Tomcat iranians. Nour News va informar que les forces iranianes afirmen haver abatut un F-35 sobre Tabriz. L'exèrcit israelià va colpejar un edifici on diversos alts funcionaris de les organitzacions d'intel·ligència de l'Iran estaven allotjats, va ser objectiu, matant el cap d'intel·ligència de l'Iran i altres alts funcionaris clau. Mohammed Kazemi, Hassan Mohaqeq i Mohammad Khatami van ser confirmats per haver estat assassinats per l'atac aeri.

### 17 de juny
Trump va demanar l'evacuació completa de Teheran, va declarar que "ara tenim un control total i complet dels cels sobre l'Iran", i va demanar la "rendició incondicional" de l'Iran mentre amenaçava d'assassinar el líder suprem iranià Ali Khamenei. També va convocar el consell de seguretat nacional dels Estats Units. El vicepresident JD Vance ha indicat que els Estats Units poden unir-se a la guerra contra l'Iran.
Les FDI van assassinar el Major General Ali Shadmani pocs dies després de ser nomenat comandant de la seu de Khatam al-Anbiya. Després de reemplaçar el tinent general Gholam Ali Rashid després de la seva mort, Shadmani es va convertir en el comandant militar iranià de més alt rang, servint com a "cap d'estat major de guerra" i dirigint tant l'IRGC com les Forces Armades iranianes, segons les FDI. Segons The Jerusalem Post, Shadmani va ser assassinat al costat de dotzenes d'oficials de l'IRGC després d'evacuar-los a una base secreta amagada dins de les muntanyes fora de Teheran.
Israel va dir que va dur a terme "diversos atacs extensius" contra objectius militars a l'Iran occidental, dirigits contra llançamíssils i instal·lacions d'emmagatzematge UAV. Les FDI va mostrar un vídeo d'ells destruint un llançacoets que sostenia tres míssils. Segons l'Agència de Notícies Mehr, un coet israelià va colpejar un punt de control a Kashan, matant tres persones i ferint a altres quatre. L'Agència de Notícies Fars va informar que el banc estatal Sepah va ser blanc d'un atac cibernètic. Segons els informes de l'Iran International i d'altres mitjans de comunicació, el grup de hackers Predatory Sparrow ha reclamat oficialment la responsabilitat del ciberatac al banc. S'ha informat que Bank Sepah té connexions profundes amb l'IRGC i l'exèrcit iranià.
L'OIEA va dir que és probable que les instal·lacions subterrànies de Natanz fossin danyades pels atacs israelians. Els avions israelians van atacar llançamíssils iranians a l'Iran occidental. L'exèrcit iranià va afirmar haver abatut 28 "avions hostils", incloent-hi un dron espia. Israel va negar les afirmacions.
L'exèrcit israelià va anunciar que va dur a terme forts atacs contra llançadors de míssils balístics iranians a Esfahan utilitzant 60 avions de combat, dient que els llocs de míssils a l'Iran occidental havien estat evacuats a causa d'atacs anteriors. Les FDI van dir que 12 llocs d'emmagatzematge i llançament de míssils van ser atacats durant els atacs.

### 18 de juny
L'exèrcit israelià va dir que 50 avions de combat van impactar al voltant de 20 edificis a Teheran, incloent-hi fàbriques que produïen matèries primeres, components i sistemes de fabricació de míssils balístics. Els mitjans de comunicació iranians van dir que les FDI van atacar una universitat afiliada a l'IRGC i una fàbrica de míssils a Khojir. Les FDI també van afirmar haver destruït 70 bateries de míssils. Un dron de la IAF no tripulat va caure sobre l'Iran després que fos abatut; no es va informar de lesions. Israel també va atacar els centres de producció de centrifugadores nuclears, amb l'OIEA confirmant atacs contra el complex TESA de Karaj i el complex d'investigació de Teheran.
Els agents secrets iranians van arrestar cinc persones suposadament afiliades a Mossad, acusant-les de ser "mercenaris" que "van sembrar la por entre el públic".
The Wall Street Journal va informar que, segons un funcionari nord-americà sense nom, Israel s'estava quedant sense interceptors de míssils Arrow.
Israel va atacar llocs a Teheran i va emetre una ordre d'evacuació per a les persones del districte 18 de Teheran. La seu de seguretat interna de l'Iran va ser destruïda durant els atacs, segons Israel.
Els mitjans de comunicació iranians van informar que les forces iranianes van abatre un avió F-35 "hostil" a l'àrea de Javadabad a Varamin.
El cap de personal de les FDI, el tinent general Eyal Zamir, va dir que "aquí hi ha un aprenentatge significatiu i directe dels esdeveniments del 7 d'octubre, no estem esperant, estem evitant les amenaces".
L'exèrcit israelià va publicar un missatge en farsi dient que està rebent molts missatges d'iranians que inclouen "por, desesperació i ràbia pel que està passant a l'Iran" i va demanar a aquells que desitjaven evitar un destí similar a Gaza i el Líban que contactessin amb funcionaris israelians a través d'un enllaç a la pàgina web del Mossad.
A la tarda, l'exèrcit israelià va dir que havia atacat 40 objectius militars a l'Iran occidental, incloent-hi un llançador de míssils Emad, llocs d'emmagatzematge de míssils i soldats, amb 25 avions de combat. Fins a la data, el portaveu de les FDI, Effie Defrin, va dir que Israel havia atacat 1.100 objectius a l'Iran. Va afegir que cinc helicòpters AH-1 Cobra van ser atacats a Kermanshah al matí. Més tard, l'exèrcit israelià va dir que va destruir tres helicòpters AH-1 més. Més tard, les FDI van anunciar que 60 avions de combat van participar en una onada d'atacs contra 20 objectius a Teheran, incloent-hi instal·lacions de fabricació d'armes, llocs de producció de centrifugadores i llocs de recerca i desenvolupament nuclear.

### 19 de juny
La FAI va atacar objectius a Teheran amb atacs aeris durant la nit del 18 de juny. Al matí, Israel va colpejar dotzenes d'instal·lacions militars a l'Iran, inclosos llocs de defensa aèria i producció de míssils. L'exèrcit israelià va dir que va colpejar una fàbrica de desenvolupament d'armes nuclears a Natanz.
L'edifici de contenció del reactor IR-40 al complex nuclear d'Arak va ser destruït, igual que les torres de destil·lació properes. A principis d'aquest dia, Israel havia dit als residents de les àrees circumdants d'Arak i Khondab que evacuessin. Israel va dir que no hi havia perill de fugida de radiació. L'OIEA va dir que el reactor "no era operatiu i no contenia material nuclear". L'exèrcit israelià va dir que creu que ha destruït dos terços dels llançamíssils de l'Iran.

### 20 de juny
Les FDI van informar que es dirigien a nombrosos llocs militars a l'Iran durant la nit, incloent-hi instal·lacions de producció de míssils i un centre de recerca nuclear a Teheran. Entre els objectius clau que es van aconseguir hi havia la seu del programa SPND. L'exèrcit israelià va dir que havia destruït 35 llançamíssils iranians al matí.
Un mitjà de comunicació iranià va informar que un dron israelià va colpejar un edifici residencial al districte de Gisha de Teheran. Segons s'informa, l'atac es va dirigir a una base militar que pertanyia al Basij. Segons els mitjans locals iranians, un científic nuclear sense nom va ser assassinat per Israel a Teheran. En una breu declaració, les FDI van dir que estaven apuntant a la infraestructura militar a l'Iran occidental i central.

### 21 de juny
Israel va atacar tres edificis d'Esfahan, i els mitjans de comunicació iranians van informar que una instal·lació nuclear havia estat atacada. El ministre de Defensa Israel Katz va dir que les FDI van matar el comandant de la Força Quds Saeed Izadi i van atacar el vehicle del comandant de l'IRGC Behnam Shahriyari. L'Iran va confirmar l'assassinat d'un desè científic nuclear, Isar Tabatabai-Qamsheh.
L'OIEA va declarar que un taller de centrifugació en el complex d'investigació nuclear d'Esfahan va ser destruït pels atacs israelians. La IAF va atacar un edifici residencial a Qom, mentre que les explosions van ser reportades a Najafabad, Malard, Esfahan i Teheran. L'exèrcit israelià va dir que va colpejar una instal·lació militar a Shiraz, no es va informar de víctimes, i després d'un atac aeri israelià, la seu de la policia cibernètica iraniana a Teheran va patir danys significatius.
Les FDI van anunciar que atacaven dotzenes d'objectius militars a la zona d'Ahvaz, utilitzant 30 avions de combat que llançaven al voltant de 50 municions. Entre els objectius hi havia una instal·lació d'emmagatzematge de míssils balístics i un lloc de radar. Un atac a Teheran va matar un exguardaespatlles del líder assassinat de Hezbollah, Hassan Nasral·là, al costat d'un membre de Kata'ib Sayyid al-Shuhada. Més tard, les FDI van dir que al voltant de 60 avions de combat van dur a terme atacs al centre de l'Iran a la nit, destruint tres avions de combat F-14.

### 22 de juny
Segons les FDI, 20 avions de combat van dur a terme atacs durant la nit sobre dotzenes d'objectius militars a l'Iran central, incloent-hi llocs de producció i emmagatzematge d'armes, defenses aèries i infraestructures a l'aeroport internacional d'Esfahan. Al matí, l'exèrcit israelià va dir que va destruir dos avions de combat Northrop F-5 iranians a l'aeroport de Dezful al costat de vuit llançamíssils balístics, matant soldats propers. Es van sentir fortes explosions a Teheran, Esfahan i Bandar Linga, amb sistemes de defensa aèria iranians activats.
També es van sentir explosions a Buixehr. Els mitjans de comunicació iranians van informar que Israel va atacar una central elèctrica i una guarnició militar a Yazd. Les FDI van confirmar la realització d'atacs simultanis a les àrees d'Esfahan, Bushehr, Ahvaz i Yazd, utilitzant 30 avions de combat que van llançar al voltant de 60 municions. Entre els objectius hi havia la seu estratègica de míssils 'Imam Hussein' a Yazd, una seu del regiment iranià de drons, fàbriques de bateries de defensa aèria, llançamíssils i llocs d'emmagatzematge de drons. Els atacs van matar a diversos militars iranians que estaven operant en plataformes de llançament.
Més tard, les FDI van dir que 20 avions de guerra van llançar 30 municions contra objectius que incloïen llocs de míssils balístics, satèl·lits i radars a Kermanshah i Hamadan, i un sistema de defensa aèria al centre de Teheran.
Els mitjans de comunicació iranians van informar que un dron israelià Hermes 900 va ser abatut per la defensa aèria iraniana. Els mitjans de comunicació iranians també van informar que Majid Masibi, a qui la República Islàmica va acusar d'"espionatge per Israel", havia estat executat.

#### Destrucció del Programa nuclear de l'Iran

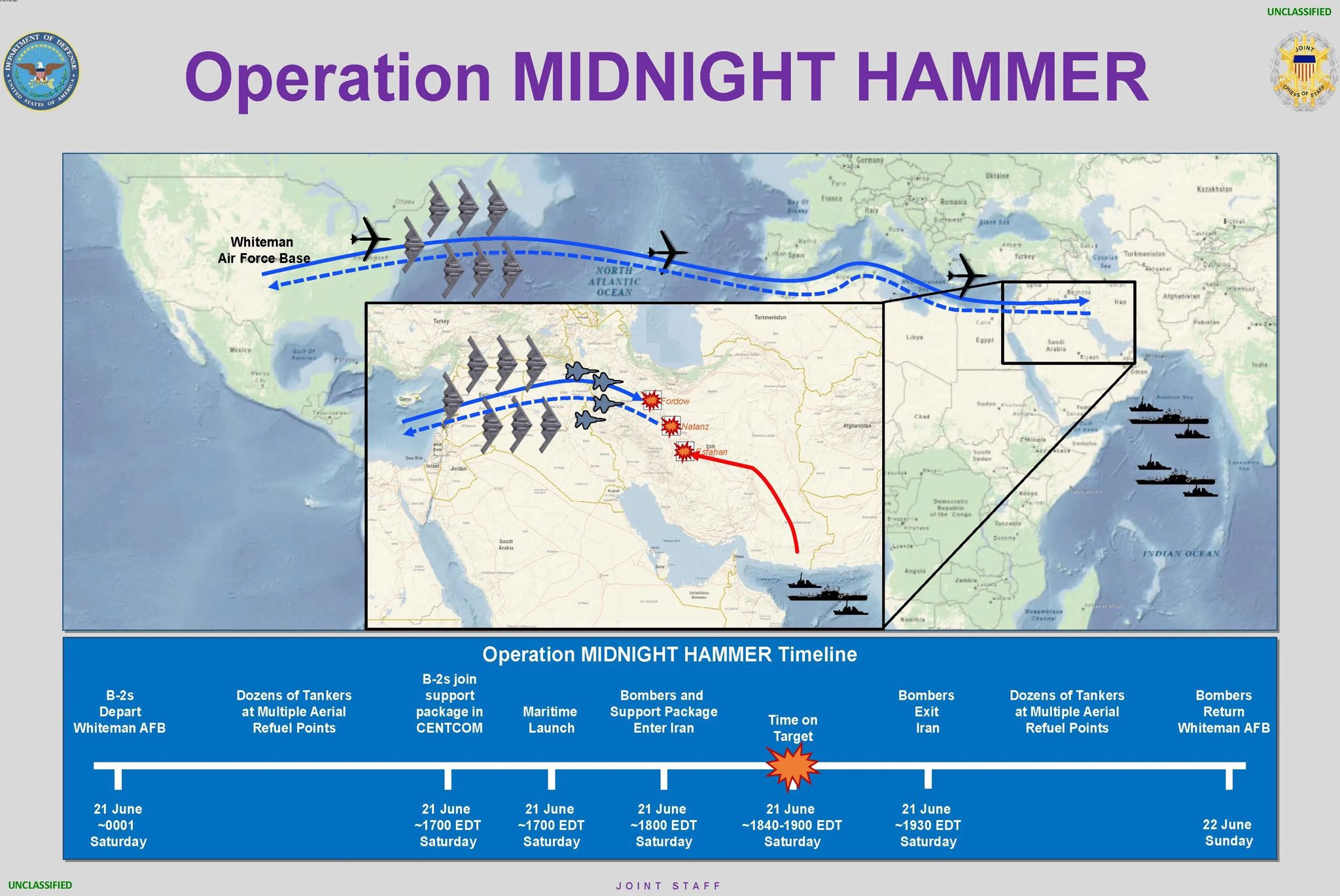
Línia temporal dels atacs dels Estats Units als llocs iranians

El 22 de juny de 2025 bombarders Northrop Grumman B-2 Spirit de les Forces Aèries dels Estats Units d'Amèrica van utilitzar diverses bombes GBU-57 i BGM-109 Tomahawk per destruir els complexos soterrats del programa nuclear de l'Iran a Fordow, Natanz i Esfahan, en el primer ús conegut del projectil. El president Trump va dir que les instal·lacions objectiu estaven "totalment esborrades". En resposta, el govern iranià va dir que el lloc de Fordow no estava seriosament danyat. L'IRIB va dir que només els túnels d'entrada i sortida de Fordow van ser destruïts, però no la pròpia instal·lació.
Les imatges de satèl·lit de les instal·lacions de Fordow van ser publicades per Associated Press poc després de l'atac. Les imatges van mostrar danys en les entrades de la instal·lació que estan bloquejades per la brutícia, i també diversos grans forats/cràters a la muntanya on es troba la instal·lació. Abans de l'atac, les imatges de satèl·lit de la instal·lació semblaven mostrar un augment de la logística, amb múltiples camions / maquinària pesant reunint-se prop del lloc, suggerint un possible moviment del material nuclear de l'Iran. Més tard, una font iraniana va informar Reuters que havien traslladat la majoria d'urani enriquit fora de la instal·lació a un lloc desconegut abans de les vagues.
Segons l'OIEA, no s'ha detectat cap nova radiació de les instal·lacions nuclears de l'Iran des de l'atac dels Estats Units. Israel va dir que estava en "coordinació completa" amb els Estats Units en la planificació de l'atac. Pirhossein Kolivand, cap de la Mitja Lluna Roja, va dir que els atacs no van causar víctimes mortals.

### 23 de juny
Els atacs israelians van afectar sis aeròdroms situats a l'oest, est i centre de l'Iran, dirigint-se a pistes d'aterratge, instal·lacions subterrànies i un avió de proveïment. Els atacs van destruir 15 avions de combat i helicòpters iranians com el F-14, el F-5 i l'AH-1. Israel també es va dirigir a llançadors de míssils i instal·lacions d'emmagatzematge a Kermansah. L'IRGC va abatre un dron israelià Hermes 900 a Khorramabad.
Els mitjans de comunicació controlats per l'estat iranià van informar que un suposat espia, Mohammad Amin Mahdavi Shayesteh, va ser condemnat i penjat per les seves connexions amb el Mossad.
Al voltant de 50 avions de guerra israelians van dur a terme amplis atacs a Teheran, llançant més de 100 municions en el període de dues hores. Les FDI van atacar els centres de comandament militar i les infraestructures, i les forces de seguretat internes, amb un funcionari israelià estimant que centenars de combatents de l'IRGC van morir. Les ubicacions afectades incloïen la seu de Basij, la presó d'Evin i el rellotge del compte enrere de la plaça de Palestina. A més, Israel diu que va atacar les rutes d'accés de Fordow. La vaga va colpejar l'entrada de la presó d'Evin, mentre que el ministre d'Afers Exteriors israelià Gideon Sa'ar va publicar "llibertat de vida llarga". Fonts iranianes van dir que Israel va colpejar una estació elèctrica a Evin, causant talls d'energia, i la Universitat Shahid Beheshti, tot i que la mateixa universitat ho va negar.

## Míssils Iranians
Durant el conflicte l'Iran va disparar més de 500 míssils balístics i uns 1.100 drons contra Israel en resposta a l'atac generalitzat d'Israel contra els principals líders militars de l'Iran, científics nuclears, llocs d'enriquiment d'urani i el seu programa de míssils balístics. Cinc bases de les FDI van rebre l'impacte de sis míssils balístics a més de 36 impactes de míssils iranians en zones poblades.

### 13 de juny

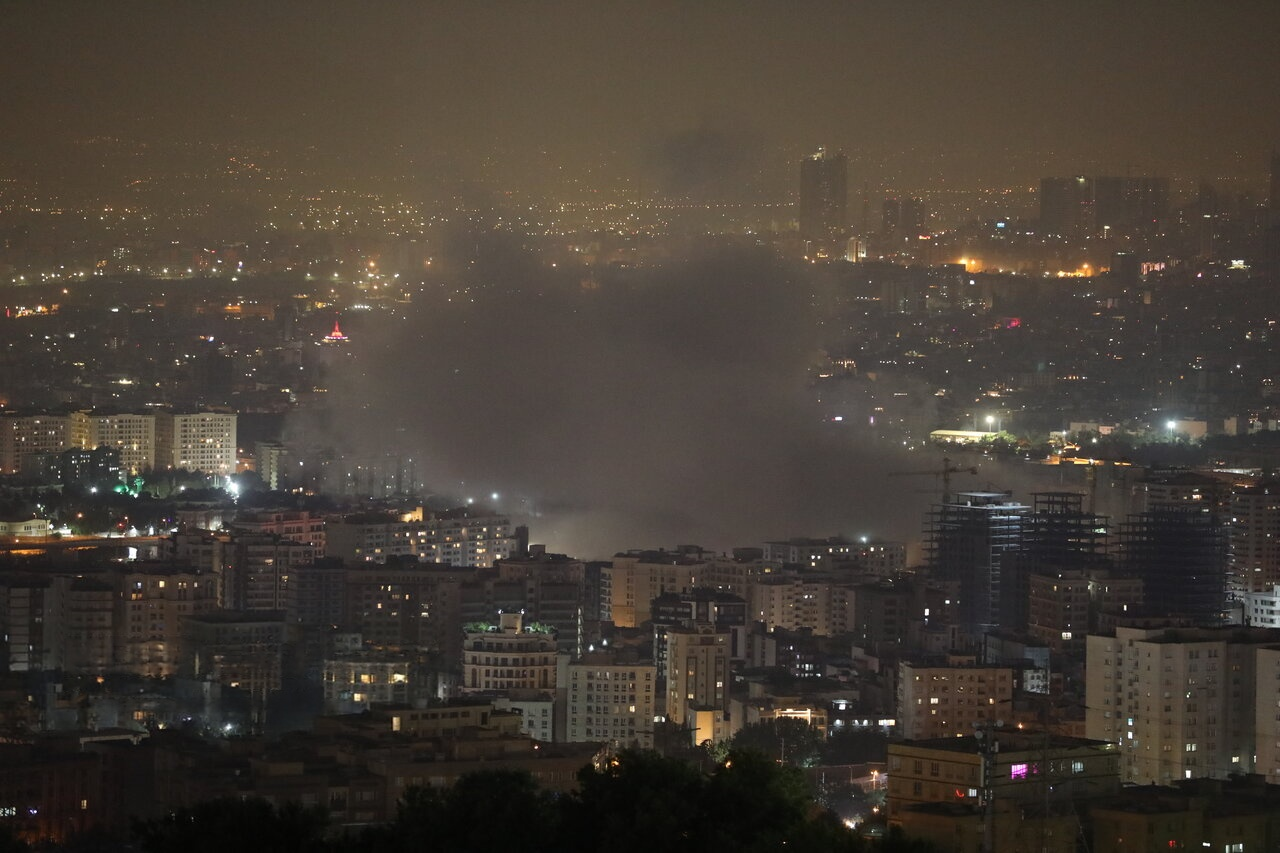
Vista aèria de Teheran després dels atacs aeris israelians, 13 de juny de 2025

Després de l'atac israelià, els líders iranians van prometre una "resposta dura", amb atacs contra les forces israelianes i nord-americanes en bases militars a tot l'Orient Mitjà. Poc després, l'Iran va llançar míssils i drons a bases militars i bases aèries sota el nom en clau d'Operació Veritable Promesa III. Aquests incloïen més de 100 drons Shahed, segons el brigadier general de les FDI Effie Defrin. Els Estats Units van evacuar algunes de les seves tropes de l'Iraq i també van autoritzar l'evacuació de familiars de les tropes estatunidenques a tota la regió. Al voltant de les 21.00 hores. IDT—10 minuts abans que desenes de míssils impactessin—ciutats israelianes van rebre alertes telefòniques sobre un atac entrant. Alguns míssils iranians van atacar objectius a Tel Aviv, incloent-hi la seu militar de HaKirya prop de Begin Road; altres van ser abatuts. Les sirenes es van activar a Amman, la capital de Jordània. Alguns drons van ser interceptats per la Reial Força Aèria Jordana a l'espai aeri jordà; alguns per la IAF sobre l'Aràbia Saudita i Síria. Diverses fonts israelianes van dir que més tard es va aixecar una ordre perquè els civils israelians busquessin refugi, suggerint que una majoria o tots els drons van ser destruïts. Un dron interceptat va caure sobre una casa i va ferir tres persones a Irbid, Jordània.
Almenys 63 israelians van resultar ferits: un crític, un seriós, vuit suaument, i la resta a la lleugera, segons Maguen David Adom. Els Serveis d'Incendis i Salvament d'Israel van rescatar dues persones d'un edifici colpejat a Tel-Aviv, mentre que el Comandament del Front Domèstic de les FDI va rescatar un altre civil d'un edifici de la ciutat. Les FDI van estimar que al voltant de 150 míssils balístics van ser disparats en dues onades durant l'atac, cosa que va causar pocs danys. En altres llocs, els houthis van disparar un míssil balístic des del Iemen a Jerusalem. Va aterrar a Sa'ir, Cisjordània, ferint cinc palestins, inclosos tres nens.

### 14 de juny

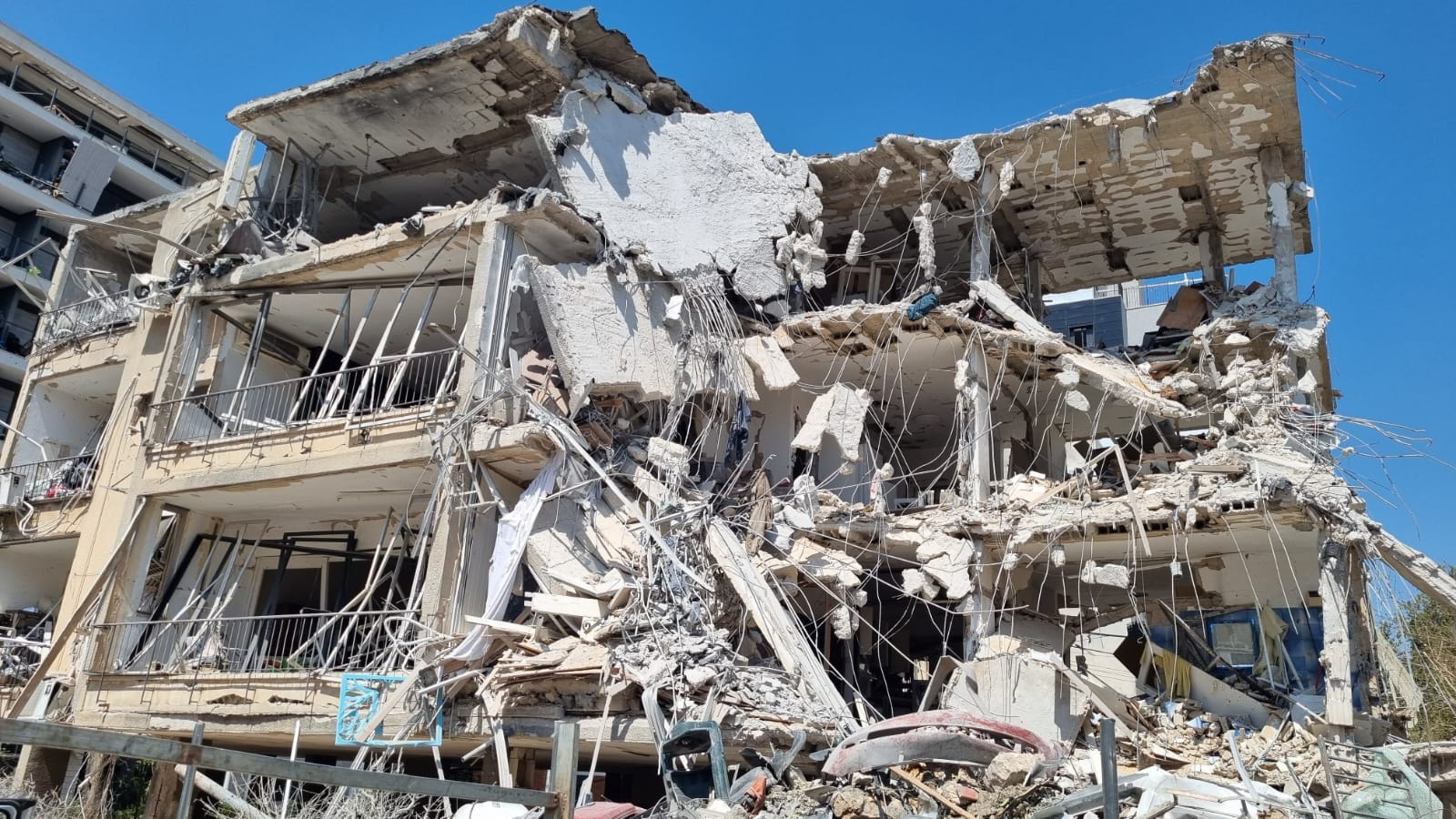
Una casa destruida a Ramat Gan

Al matí, l'Iran va llançar dotzenes de míssils amb set persones ferides en l'atac. Un cinquè bombardeig de míssils va ser llançat per l'Iran a Israel, amb l'ajuda dels Estats Units interceptant míssils entrants. El nombre de civils ferits va superar els seixanta, diverses llars van resultar greument danyades, i almenys dos civils morts i més de 20 ferits. Més tard, les FDI van anunciar que l'Iran havia disparat 200 míssils balístics durant la nit, també colpejant zones obertes. Va afirmar que un "petit nombre" de míssils evadiren les defenses aèries, atacaren àrees residencials i causaren baixes a Tel-Aviv, Ramat Gan i Rishon LeZion.
Segons l'Agència de Notícies Xinhua, diversos míssils iranians transitaven l'espai aeri sirià en ruta cap a Israel, amb almenys dos míssils caient a la governació de Daraa. Segons els informes, diversos estats àrabs han participat en l'abatiment de drons iranians, o compartint informació de radar per ajudar a destruir-los.
A la nit, l'Iran va disparar un altre bombardeig de míssils contra el nord d'Israel, matant a cinc persones i ferint almenys a altres 23. També va esclatar un incendi prop de la refineria de petroli de BAZAN a Haifa, on les canonades i les línies de transmissió van ser danyades.

### 15 de juny
El matí, l'Iran i els houthis al Iemen van llançar míssils balístics simultàniament, atacant edificis a Bat Yam i Rehovot, un centre comercial a Kiryat Ekron, i a Tel-Aviv. A Bat Yam, 61 edificis van ser danyats, segons l'alcalde Tzvika Brot. Nou persones van morir i unes 200 persones van resultar ferides, segons l'ADM. Israel va dir més tard que va interceptar la majoria dels míssils i que la resta no va poder entrar en territori israelià.
A Rehovot, els míssils iranians van atacar l'Institut Weizmann de Ciències i desenes d'altres edificis també van ser danyats. Les FDI van informar que Israel central va ser atacat per míssils procedents del Iemen, que més tard va ser confirmat pels houthis, afirmant que van disparar míssils balístics palestins 2 en coordinació amb l'exèrcit iranià. Les restes de míssils iranians també van impactar en dos llocs a Cisjordània. Un míssil de classe Shahab va causar un incendi al terrat a al-Bireh, prop de Mahmud Abbas, el president de l'Autoritat Nacional Palestina. Tres nens van resultar ferits fora de Sa'ir per les restes d'un míssil interceptat.

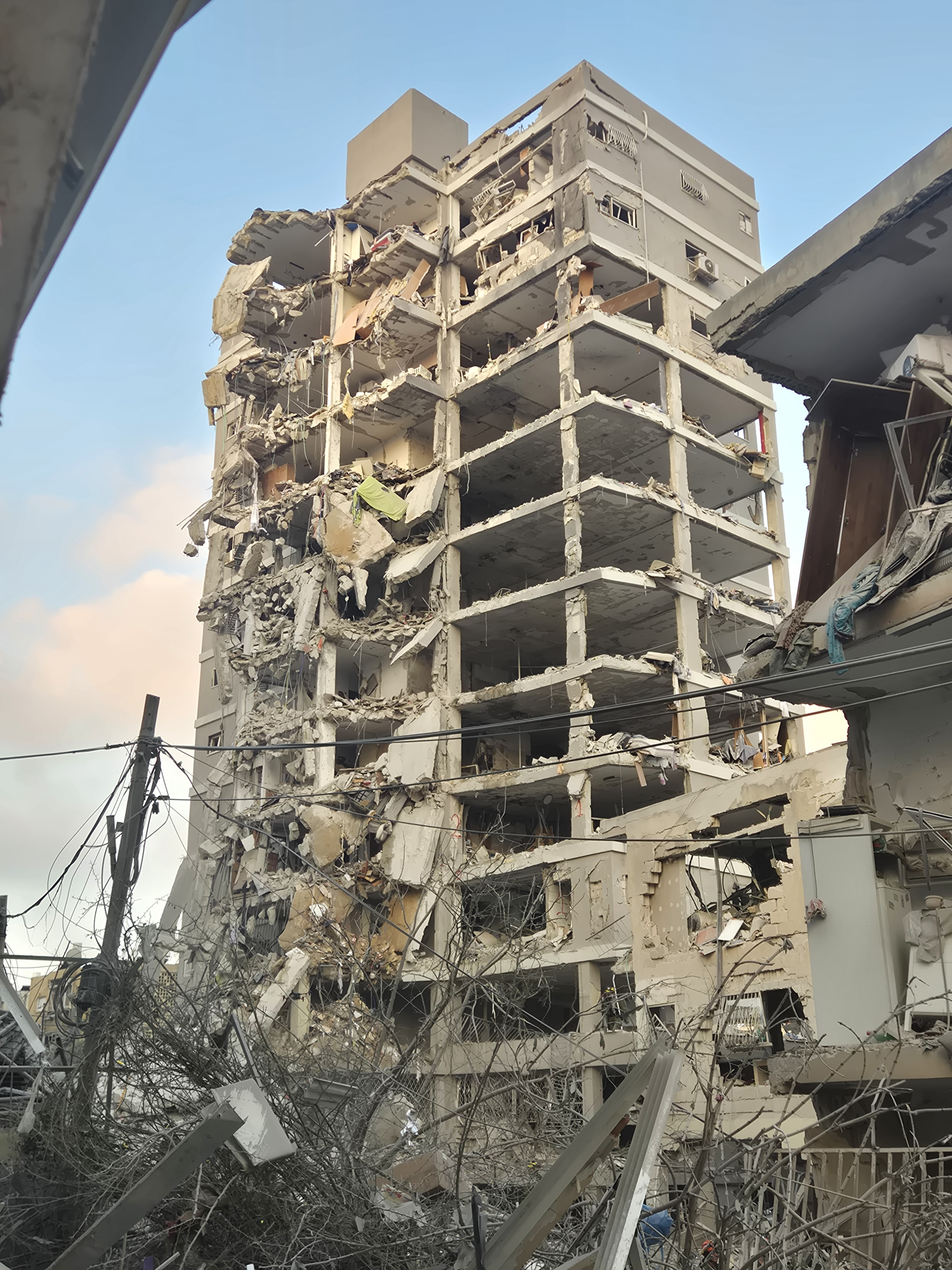
Un bloc d'edifici bastant danyat per un míssil iranià a Bat Yam

Més tard, l'Iran va disparar un bombardeig que consistia en diversos míssils balístics a Israel, l'Iran també va disparar un míssil en una zona de Cesarea, prop de la casa de la família Netanyahu. Les FDI van anunciar que els míssils van ser interceptats, amb almenys 50 coets abatuts. A la nit, l'Iran va disparar diversos bombardeigs de míssils a Israel, ferint set persones a Haifa i una a Qiryat Gat, i causant incendis i danys a la propietat.

### 16 de juny
L'Iran va llançar un altre bombardeig de míssils contra Israel i es va informar que fragments havien causat danys a l'Oficina de l'Ambaixada dels Estats Units a Tel-Aviv. Una escola a Tel-Aviv, així com cases a Bené-Berac, Haifa i Pétah Tiqvà van ser afectades. Vuit civils van morir i més de 90 van resultar ferits. Israel va informar que 287 persones van ser hospitalitzades durant la nit. La refineria de petroli de Haifa també va ser objectiu, causant danys significatius i matant a tres treballadors. Segons el vicepresident executiu de Quincy Institute for Responsible Statecraft, Trita Parsi, els successius atacs de míssils iranians podrien haver erosionat les defenses israelianes, i això permet que un percentatge més gran de míssils s'aprovessin que abans. Després dels atacs, Israel va confirmar 24 morts fins a la data, la majoria de les quals van ocórrer fora dels refugis de bombes, i havia comptabilitzat 350 míssils iranians, agrupant-se al voltant de 30-60 en un moment. A més, un dron disparat cap al consolat dels Estats Units a Arbela, Iraq, va ser interceptat. L'Iran va disparar míssils balístics a Petah Tikva de nou, matant a quatre persones i ferint a 15 persones. Dos míssils també van impactar a Tel Aviv, destruint diversos edificis.

### 17 de juny
Al matí, l'Iran va llançar uns 20 míssils a Israel, ferint lleugerament a cinc persones, i va atacar objectius a través d'Israel, colpejant Tel-Aviv, així com barris residencials a Bat Yam i Tamra. Ynet va informar que un míssil iranià va atacar la ciutat dHertseliyya, danyant un edifici de vuit plantes i incendiant un autobús buit. Les explosions es van sentir al Gush Dan que envolta Tel Aviv i Jerusalem Occidental. Les FDI van dir que van abatre 30 drons iranians durant la nit. L'IRGC va afirmar haver colpejat un centre d'intel·ligència militar i un centre de planificació d'operacions del Mossad. Quatre impactes es van produir a Tel Aviv, amb un atac directe al Camp Moshe Dayan. Un atac de míssils balístics iranians cap al nord d'Israel durant la nit va ser interceptat amb èxit per Israel.
Les FDI van dir que el 40% dels llançamíssils balístics de l'Iran havien estat destruïts. L'Institut per a l'Estudi de la Guerra va assenyalar que els cinc atacs matinals tenien menys míssils que les salves anteriors, cosa que indicava una degradació de les forces de míssils de l'Iran.

### 18 de juny
Al vespre, l'Iran va disparar un sol míssil balístic a Israel, llançant sirenes a Tel Aviv i els voltants. Segons l'IRGC, el míssil Sejjil de llarg abast es va utilitzar en l'atac i un home va resultar ferit a la lleugera. El 18 de juny, les FDI van estimar que l'Iran havia llançat 400 míssils i 1.000 drons a Israel des que va començar el conflicte. Va afegir que només 20 míssils van impactar a les zones urbanes i menys de 200 drons van entrar a l'espai aeri israelià.

### 19 de juny
A primera hora del matí, l'Iran va disparar un bombardeig d'uns 20 míssils balístics a Israel, atacant almenys quatre llocs al centre i sud d'Israel, incloent-hi el Centre Mèdic Soroka a Beerxeba, Tel-Aviv, Ramat Gan i Holon. Segons el Ministeri de Salut d'Israel, 271 persones van resultar ferides, i un portaveu de l'hospital de Soroka va informar d'un dany significatiu a l'hospital. També es va utilitzar una bomba de dispersió en l'atac, amb un cop a una casa d'Azor.
El Centre Mèdic Soroka va patir un impacte directe, causant danys extensos i una sospita de fuita química. El president israelià, Isaac Herzog, va dir que l'hospital era un "far de convivència per a israelians i palestins". A Ramat Gan, 22 persones van resultar ferides, un míssil va impactar prop de diversos edificis, i diversos edificis d'apartaments van resultar danyats, amb 16 persones ferides. Més tard, l'Iran va disparar almenys 10 míssils al nord d'Israel, sense informes d'impactes o baixes.

### 20 de juny
Després d'una altra allau de míssils iranians cap a Israel, els míssils van atacar Beerxeba, blocs d'apartaments que van ser danyats,
causant incendis en erupció prop d'instal·lacions d'alta tecnologia. L'estació de ferrocarril central va rebre danys de l'atac.
Més tard, l'Iran va disparar 25 míssils a Israel, amb algunes zones d'atac a Haifa, el centre d'Israel i el sud d'Israel, amb 23 persones ferides. Es van informar d'impactes a Beerxeba, indicant que es va utilitzar una bomba de dispersió. Es van registrar explosions a Tel-Aviv i almenys un atac amb míssils a Jerusalem. A Haifa, es va destruir la mesquita d'Al-Jarina. Segons el secretari del gabinet israelià, Yossi Fox, les FDI valoren que l'Iran ha disparat fins ara 520 míssils balístics a Israel amb només 25 que han impactat a terra, el que equival aproximadament a una taxa d'impacte del 5%.

### 21 de juny
Els incendis van esclatar a Tel-Aviv i a la ciutat propera d'Holon després que l'Iran llancés una nova onada de míssils i impactés en un edifici residencial a Bet-Xean, no es va informar de lesions. L'exèrcit israelià va afirmar que va interceptar 40 drons iranians durant la nit, i va afegir que 470 drons van ser abatuts des que va començar la guerra, una taxa d'intercepció del 99%. Un iranià HESA Shahed 136 va aconseguir atacar una casa a Beit She'an, causant danys, mentre que un altre va colpejar una zona oberta prop de l'Autopista 90 a la zona Wadi Araba.

### 22 de juny
Les FDI van declarar que l'Iran va llançar 27 míssils a Israel en dues casernes amb 11 llocs que van ser atacats des dels Alts del Golan, a l'Alta Galilea, a les zones costaneres del nord i centre d'Israel i es van reportar "enormes danys" a Tel-Aviv i Haifa. Tretze persones van resultar ferides a la lleugera quan un atac va colpejar un edifici de Tel-Aviv, i altres sis van resultar ferides a Ness Tsiona. Un home va resultar ferit moderadament a la Ruta 431 prop de Be'er Ya'akov.

### 23 de juny
L'Iran va llançar 15 míssils cap a Israel amb metralla dels interceptors israelians que cauen en diverses ciutats. Les explosions es van sentir a Jerusalem, fent que sonessin sirenes durant 30 minuts. Les FDI van dir que l'atac consistia en cinc barraques separades, cadascuna feta de diversos projectils. També va dir que la majoria dels míssils van ser abatuts per les defenses aèries. La Israel Electric Corporation va dir que les interrupcions d'energia van ser causades al sud d'Israel després que un míssil impactés prop d'una "instal·lació d'infraestructura estratègica". Els mitjans de comunicació iranians van informar que l'atac amb coets va ser organitzat per l'IRGC i es van informar d'impactes en cinc llocs, incloent-hi Safed, Tel-Aviv, Ascaló, Asdod i Bet-Xean, mentre que els mitjans israelians van informar de quatre explosions, inclosa una a Ashdod i Tel Laquix, al sud de Jerusalem Occidental, però la quantitat total d'impactes no va ser clara a causa de la censura militar israeliana. Els mitjans de comunicació israelians van informar de sirenes aèries en comunitats israelianes com Nahariyya, Gesher Haziv, Hila, Me'ona i Mi'ilya.
Les notícies van informar que l'Iran havia llançat el que van descriure com un atac de "míssils devastadors i poderosos" a les bases militars dels Estats Units a Qatar. Segons TRT Global, la televisió estatal iraniana havia confirmat l'operació des del 23 de juny, citant fonts militars que van dir que els atacs eren en resposta directa a incidents no especificats que van ocórrer en territori iranià. L'Iran va llançar almenys sis míssils a la base aèria nord-americana Al Udeid a Qatar, amb explosions que es van reportar sobre Doha. Va anomenar l'atac "Operació Anunciació de la Victòria". Segons els oficials de Qatar, els míssils dirigits al Udeid van ser interceptats i no va haver-hi víctimes. Les bases americanes a l'Iraq també van ser atacades, cosa que va ser negada per un funcionari.

## Participació dels huthis
Els huthis van llençar míssils balístics sobre Israel en coordinació amb Iran, i el 14 de juny les FDI van declarar que havien atacat Muhàmmad al-Ghamari, el cap d'estat major de la facció pro-houthi de les Forces Armades del Iemen, i els mitjans de comunicació van informar que va ser atacat mentre es reunia amb altres oficials houthis.

## Alto-el-foc
El president dels Estats Units Donald Trump va pactar un Alto el foc, que l'Iran hauria d'observar primer a les 7:30 del matí del 24 de juny, hora local (04:00 GMT), i Israel hauria de fer el mateix 12 hores més tard (16:00 GMT). Etiquetant el conflicte com a "Guerra de dotze dies".
El ministre d'Afers Exteriors de l'Iran, Abbas Araghchi, va impugnar aquesta declaració, dient que no s'havia acordat cap proposta d'alto el foc, però va declarar que l'Iran cessaria la seva acció militar si Israel també cessava les hostilitats "no més tard de les 4 del matí. Hora de Teheran". A les 6:45 h. A Teheran, les defenses aèries iranianes van respondre als continus atacs israelians a la capital, amb l'Iran disparant un altre salvo de míssils a Beerxeba a les 7:07 del matí. A les 1:08. EDT (8:08 a Tel Aviv, 8:38 a Teheran) Trump va declarar a les xarxes socials que s'havia acordat un alto el foc i va suplicar a totes les parts que no el violessin. etiquetant el conflicte com a "Guerra de dotze dies".

### 24 de juny
L'exèrcit israelià va declarar que va matar centenars d'operaris de Basij durant la nit i un científic nuclear abans de l'alto el foc anunciat. Ali Bagheri també va declarar que nou persones van morir en atacs aeris israelians en edificis residencials de la província de Guilan durant la nit. Israel, després d'acceptar un alto el foc amb l'Iran, va reprendre els seus atacs, va confirmar que va atacar un sistema de radar prop de Teheran en represàlia, i va acusar l'Iran de violar l'acord de pau disparant dos míssils a les ciutats israelianes.
A primera hora del matí, l'Iran va llançar un total d'uns 20 míssils a Israel, dirigits al nord, sud i centre del país. Quatre persones van morir a Beersheba i altres 22 van resultar ferides, mentre que diversos edificis van resultar danyats. L'exèrcit israelià també va declarar que interceptava dos UAVs aparentment llançats des de l'Iran al mateix temps que els míssils. Els mitjans de comunicació estatals iraquians van informar d'atacs amb drons a la base militar de Tadji, al complex de bases de la victòria dels Estats Units, a la base aèria d'Imam Ali i a la base aèria de Balad. Sabah al-Numan, portaveu militar del primer ministre iraquià, va admetre que diversos drons kamikaze van atacar llocs militars iraquians, danyant greument els sistemes de radar a Camp Taji i la base aèria d'Imam Ali.
Més tard, aquest matí, els funcionaris israelians van afirmar que es va llançar una altra onada de míssils des de l'Iran després que entrés en vigor l'alto el foc, i les FDI van declarar que es van interceptar dos míssils disparats per l'Iran a les 10:30 del matí sobre el nord d'Israel. L'Iran inicialment va negar l'atac, però més tard va declarar que Israel va dur a terme atacs fins a les 9 del matí hora local.
Els mitjans de comunicació iranians van informar de sons d'explosions a Teheran, afirmant que la ciutat del nord de Babolsar estava sota atac, i hi havia informes que la ràdio militar israeliana havia confirmat un atac contra una instal·lació de radar prop de Teheran. L'oficina de Netanyahu també va publicar una declaració en la qual confirmava la destrucció d'una instal·lació de radar prop de Teheran.

### 25 de juny
Malgrat les violacions inicials tant de l'Iran com d'Israel, l'alto el foc es va celebrar el 25 de juny. L'exèrcit israelià va declarar que interceptava un UAV aparentment llançat pels houthis.
Les emissores estatals iranianes van anunciar que tres presumptes operatius del Mossad van ser executats a Urmia. Els tres homes kurds, Idris Ali, Azad Shojai i Rasoul Ahmad Rasoul van ser acusats d'equip de contraban que va ser utilitzat per Israel per assassinar un oficial sense nom.

### 26 de juny
El ministre de Defensa francès, Sébastien Lecornu, va confirmar que les forces franceses a la regió van interceptar drons iranians dirigits a Israel, afirmant que els avions Dassault Rafale francesos i els sistemes terra-aire van interceptar "menys de 10 drons en els últims dies" del conflicte. Segons Lecornu, l'Iran va llançar al voltant de 400 míssils balístics i 1.000 drons cap a Israel durant el conflicte de dotze dies.

### 27 de juny
En un discurs públic el 27 de juny, es va preguntar al president Trump si els Estats Units considerarien tornar a bombardejar l'Iran si la intel·ligència suggeria un nivell perillós d'enriquiment d'urani, Trump va respondre: "Sí, sense cap dubte,". A més, en un retret a la declaració de Khamenei on va declarar la victòria, dient: "ets un home de gran fe. Un home molt respectat al seu país. Has de dir la veritat. Et van colpejar a l'infern". Va afegir: "M'agradaria que el lideratge de l'Iran s'adonés que sovint s'obté més amb mel que amb vinagre. Pau!

### 28 de juny
El 28 de juny es van celebrar funerals d'estat a Teheran per a 60 persones, inclosos comandants militars, científics nuclears i morts en els atacs d'Israel. Mentrestant, les FDI van declarar que probablement interceptava un míssil balístic llançat pels Houthis.